# Два кусочека колбаски
«Два кусочека колбаски» — песня, выпущенная группой «Комбинация» в 1992 году. В качестве заглавного трека вошла в очередной альбом коллектива, вышедший на следующий год. Композиция стала первым хитом ансамбля после ухода Алёны Апиной. Вокальные партии исполнены дуэтом Татьяны Ивановой и Светланы Кашиной. Сюжет песни обыгрывает тему дефицита продуктов в перестроечном СССР и постсоветской России начала 1990-х. В «Звуковой дорожке МК» трек достиг строчки № 1 ежемесячного чарта лучших песен, попав также в Топ-20 лучших и Топ-5 худших по итогам 1992 года.

## История
После выхода успешного для группы альбома «Московская прописка» (1991) с такими шлягерами как «American Boy» и «Бухгалтер», у композитора и сооснователя «Комбинации» Виталия Окорокова имелось в запасе ещё два потенциальных хита: «Ксюша» и «Два кусочека колбаски». Первый он в итоге отдал своей подруге детства, экс-солистке коллектива Алёне Апиной, которая только покинула ансамбль и начинала самостоятельную карьеру. Второй же отошёл «Комбинации» — оставшаяся в группе вокалистка Татьяна Иванова в конце концов записала его дуэтом с занявшей место её выбывшей напарницы Светланой Кашиной. Тем не менее впоследствии не одно десятилетие публика и организаторы концертов нередко путались и ошибочно ассоциировали «Два кусочека колбаски» с Апиной.
Песни «Комбинации» традиционно отражали происходящее в советском и российском обществе на рубеже 1980-х и 1990-х годов, и новинка не стала исключением. В 1991 году люди проводили время в многочасовых очередях: за хлебом, молоком, мясом или просто стараясь приобрести хоть что-то из продуктов. Прилавки основной массы гастрономов пустовали, в стране наблюдался острый дефицит продовольствия. Редким товаром стала и всегда пользовавшаяся спросом колбаса, исчезновение которой шло параллельно с падением доходов населения — теперь её покупали уже не батонами, а граммами. Так у «Комбинации» появился шлягер с не очень грамотным, но броским припевом про «два кусочека колбаски». Песня стала своеобразным музыкальным памфлетом на тему «голодной перестройки».
При этом трудная ситуация с продовольствием в стране едва не придала произведению эротический оттенок. Так, по словам Окорокова, сначала два кусочека колбаски лежали у героя песни на спине. «И тут мы поняли — что-то не то. Нас куда-то не туда увела дорожка. „Девять с половиной недель“. И решили, все-таки, по бытовому: „Два кусочека колбаски у тебя лежали на столе“», — объяснял Окороков. Кроме того, по его словам, композиция в принципе написана о докторской колбасе, но к ней не удалось подобрать подходящую рифму, поэтому в куплете возник сервелат. Для вступления к песне Окороков придумал «еврейскую» мелодию, пригласив для её исполнения виолончелиста из Большого театра; также он процитировал в композиции музыкальную тему из фильма Федерико Феллини «Дорога».
Вместе с тем, даже с учётом обычного иронического отношения к материалу группы, исходный текст новой песни не понравился Ивановой, особенно коверканьем русского языка. «Мне говорят: „Ты ничего не понимаешь, это такая фишка, весь народ ляжет“», — вспоминала солистка. Несколько раз она пыталась переписать припев про «два кусочека», но ничего так и не вышло. В итоге певица ограничилась переделыванием «бредятины» в куплетах. Схожие негативные впечатления от текста вспоминает и Кашина — поэтому обе вокалистки сперва записывать песню отказались. Однако продюсер и сооснователь «Комбинации» Александр Шишинин, по словам артисток, в конце концов заманил их в студию хитростью (после посещения буфета и распития на троих больше литра коньяка), заверив, что композицию они споют исключительно для него и достоянием публики она не станет. «Естественно, первым номером вошла в альбом», — подытоживает Иванова.
Песня вышла в 1992 году, и в «Звуковой дорожке МК» возглавила ежемесячный хит-парад лучших композиций, а затем попала в Топ-20 лучших и Топ-5 худших треков по итогам года. В последнем случае она соседствовала с хитом «Лёха», записанным на тот момент уже сольной певицей Апиной. В 1993 году «Два кусочека колбаски» появились в одноимённом альбоме «Комбинации». И хотя после выхода диска популярность коллектива начала спадать, тем не менее целые стадионы скандированием просили группу исполнить «колбасу», а сама песня почти моментально перешла в разряд «народных». Впоследствии на неё также был сделан официальный ремикс, изданный на сборнике танцевальных переосмыслений шлягеров «Комбинации» «Музыка для дискотек (Non-Stop Dancing)» (1995).
В середине 2000-х композиция среди прочих фигурировала в судебной тяжбе Ивановой с компанией ООО «Бомба Мьюзик»: фирма занималась дистрибуцией альбомов «Комбинации», не спросив согласия певицы на выпуск семи песен с текстами её соавторства и не отчисляя ей роялти (в 2007 году Иванова выиграла иск, получив компенсацию). В 2018 году в туре к 30-летию «Комбинации» «Два кусочека колбаски» впервые исполнялись на концертах дуэтом Ивановой и покинувшей группу ещё до записи и выхода песни Апиной. Двумя годами позже Иванова представила новую версию произведения совместно с мужским хором «Виртуозы столицы», выступив с ней как участница телешоу «Суперстар! Возвращение» (парой лет ранее в передаче «Три аккорда» песню перепевала Анастасия Макеева).
Между тем Иванова, которая осталась в «Комбинации» единственной вокалисткой, композицию по-прежнему недолюбливает: «Это моя боль, моя печаль всей моей жизни! Каждый концерт я пытаюсь её не петь. С первого дня, как я увидела этот „шедевр“, мне плохо!». Однако не исполнять её не получается — даже 30 лет спустя история про колбасу востребована на выступлениях коллектива. В этом свете музыкальный критик Сергей Соседов в 2020 году констатировал, что «Два кусочека колбаски» принадлежат к числу песен 1990-х, которые выдержали испытание временем и слушаются публикой до сих пор (наряду с такими хитами как «Музыка нас связала» группы «Мираж» или «Тучи» ансамбля Иванушки International). Как атрибут своей эпохи шлягер также дважды звучит в рок-опере Андрея Кончаловского «Преступление и наказание» (2016), в которой действие классического романа Федора Достоевского перенесено как раз в последнее десятилетие XX века.

## Позиции в чартах
Ежемесячные чарты
| Чарт (1992)                              | Высшая позиция | Прим.  |
| ---------------------------------------- | -------------- | ------ |
| Россия, Звуковая дорожка МК, Top 20 Hits | 1              | [ 15 ] |

Ежегодные чарты
| Чарт (1992)                                      | Позиция | Прим.  |
| ------------------------------------------------ | ------- | ------ |
| Россия, Звуковая дорожка МК, «Худшая песня года» | 3       | [ 11 ] |
| Россия, Звуковая дорожка МК, «Лучшая песня года» | 16      | [ 16 ] |